# Mycetophila neomacrocephala
Mycetophila neomacrocephala är en tvåvingeart som beskrevs av Duret 1991. Mycetophila neomacrocephala ingår i släktet Mycetophila och familjen svampmyggor. Inga underarter finns listade i Catalogue of Life.